# لوتا سفارد
لوتـّا سفارد (Lotta Svärd) منظمة مساندة شبه عسكرية نسوية فنلندية. ارتبطت خلال الحرب الأهلية الفنلندية مع الحرس الأبيض. بعد الحرب تأسست لوتا سفارد كمنظمة مستقلة في 9 سبتمبر 1920. استمد اسمها من قصيدة ليوهان لودفيغ رونيبيرغ ضمن كتابه الشهير حكايا إنسغن ستول ، وصفت القصيدة امرأة خيالية اسمه لوتا سفارد . تروي القصيدة ذهاب الجندي الفنلندي سفارد للقتال في الحرب الفنلندية آخذاً زوجته لوتا إلى جانبه . قـُتل سفارد في معركة، ولكن زوجته ظلت في ساحة القتال مـُعتنية بالجنود الجرحى. طرح المارشال مانرهايم الاسم لأول مرة في كلمة ألقاها يوم 16 مايو 1918. أول منظمة معروفة استخداما اسم لوتا سفارد كانت لوتا سفارد مدينة ريهيماكي التي تأسست في 11 نوفمبر 1918.
تغير رؤساء المجلس التنفيذي المركزي لمنظمة لوتا كثيرا جدا، تقرر إقامة منصب دائم في عام 1931 .فتم تعيين فاني لوكونن رئيسة. بقيت في منصبها حتى حل المنظمة بحلول عام 1944. زارت الرئيسة فاني لوكونن في مقر 19 مايو 1943 أدولف هتلر وحصل على وسام صليب النسر .